# Chaetodon sedentarius
Chaetodon sedentarius es una de las especies de pez mariposa que conforman el género Chaetodon. 
Como su nombre común lo sugiere (pez mariposa de arrecife), habita en los arrecifes cubiertos de coral, en aguas costeras del Océano Atlántico (abundando en el mar Caribe), no más de 50 metros.
Este pez, como sus especies emparentadas, es de coloración combinada. Tiene el cuerpo blanco con la parte trasera y la cabeza untados en color más oscuro, usualmente marrón.
- Datos: Q1054432
- Multimedia: Chaetodon sedentarius / Q1054432